# Niceforonia elassodiscus
Niceforonia elassodiscus är en groddjursart som först beskrevs av Lynch 1973.  Niceforonia elassodiscus ingår i släktet Niceforonia och familjen Strabomantidae. Inga underarter finns listade i Catalogue of Life.
Denna groda förekommer vid Andernas östra sluttningar i Colombia och Ecuador. Den lever mellan 2300 och 2900 meter över havet. Exemplaren vistas i fuktiga skogar med gräs som undervegetation. Niceforonia elassodiscus gräver i lövskiktet och i det översta jordlagret. Ungarna genomgår ingen metamorfos.
Beståndet hotas av skogarnas omvandling till jordbruksmark och av vattenföroreningar. Utbredningsområdet är uppskattningsvis 34 km² stort.  IUCN kategoriserar arten globalt som nära hotad.